# Baixa Grande
Baixa Grande är en kommun i Brasilien.   Den ligger i delstaten Bahia, i den östra delen av landet, 900 km nordost om huvudstaden Brasília. Antalet invånare är 20 069.
Följande samhällen finns i Baixa Grande:
- Baixa Grande

Omgivningarna runt Baixa Grande är huvudsakligen savann. Runt Baixa Grande är det glesbefolkat, med 19 invånare per kvadratkilometer.